# Euptychia pseudonecys
Euptychia pseudonecys är en fjärilsart som beskrevs av Embrik Strand 1916. Euptychia pseudonecys ingår i släktet Euptychia och familjen praktfjärilar. Inga underarter finns listade i Catalogue of Life.